# Chico Marx
Chico Marx (født 22. marts 1887, død 11. oktober 1961) var amerikansk skuespiller. Han var en af Marx Brothers, og med gruppens film fra 1930'erne og 1940'erne opnåede han verdensberømmelse.

## Personen
Hans fødenavn var Leonard Marx, og hans scenenavn stammer fra et ry som dameven, hvilket med datidens slang kaldtes "chicken chaser". Som dreng klarede han sig i New York som spiller – han var hele sit liv lidt af en ludoman – og småsvindler, og for at klare sig i den forbindelse lærte han sig forskellige accenter, heriblandt den italienske, der senere blev hans kendemærke i gruppens film. Behov for at tjene penge for at kunne afvikle spillegæld var årsagen til, at han begyndte at optræde sammen med sine brødre. Snart overtog han moderen, Minnies, rolle som gruppens uofficielle manager, og som sådan var han stærkt medvirkende til at skaffe job i udlandet og på Broadway samt kontrakten med MGM.

## Karriere
Som den sidste af brødrene startede Chico af pengenød scenekarrieren med de øvrige brødre i vaudeviller fra 1912. Gruppen fik dog først det store gennembrud på Broadway i 1924. I de følgende år fulgte flere scenesuccesser, og i 1929 blev én af disse forestillinger filmatiseret som Cocoanuts. En stribe film fulgte efter, og gruppen opnåede stor succes. De sidste af filmene blev primært indspillet for at skaffe Chico penge til sin evige spillegæld. 
Chico var en glimrende pianist, og parallelt med gruppens filmiske storhedstid havde han et big band, "Chico Marx Orchestra". 
Efter gruppens opløsning fortsatte Chico med at optræde i mindre målestok i forskellige sammenhænge.

## Kendetegn
Fra filmene kender man Chico som den lidt bondesnu, men i bund og grund ærlige og trofaste type. Han brugte altid italiensk accent og normalt en kegleformet hat. I filmene opstår der altid et tidspunkt, hvor Chico giver et nummer på klaver, og også her er komikken med, som når han spiller i "pistol-stil" (med langfingeren på tangenten og tommelfingeren hævet) eller knipser tangenterne.